# Fabrizio Ravanelli
Fabrizio Ravanelli (Perugia, 11 dicembre 1968) è un dirigente sportivo, allenatore di calcio ed ex calciatore italiano, di ruolo attaccante, consigliere dell'Olympique Marsiglia.
Dopo diverse esperienze tra Serie C2, C1 e B, salendo alla ribalta con le maglie di Perugia e Reggiana, ha vissuto la fase più brillante della propria carriera tra le file della Juventus, club in cui ha vinto una Coppa UEFA, uno scudetto, una Coppa Italia, una Supercoppa italiana e una UEFA Champions League. Trasferitosi al Middlesbrough prima e all'Olympique Marsiglia poi, è rientrato in Italia nel 2000, ingaggiato dalla Lazio, dove ha nuovamente conquistato scudetto, Coppa Italia e Supercoppa nazionale. Ultratrentenne, ha vestito le casacche di Derby County, Dundee e nuovamente Perugia, con cui ha chiuso la carriera nel 2005.
Soprannominato Penna Bianca o Silver Fox a causa della precoce canizie assunta dalla sua capigliatura, viene ricordato anche per la particolare esultanza dopo ogni suo gol, da lui personalmente inventata, che consisteva nel coprirsi la testa con la maglia di gioco e continuare a correre con le braccia divaricate.
Vincitore delle classifiche marcatori del campionato di Serie C2 1987-1988 (Perugia), della Coppa Italia 1994-1995 (Juventus) e della Football League Cup 1996-1997 (Middlesbrough), è stato candidato al Pallone d'oro nel 1995 e nel 1996, classificandosi rispettivamente 12º e 16º.

## Caratteristiche tecniche

### Giocatore
Mancino, ma abile anche con il destro, pur non vantando una grande eleganza nei movimenti – era caratteristica la sua corsa con «quella schiena un po' curva» – spiccava sul terreno di gioco per carattere, dinamismo, forza fisica e senso del gol, oltreché per una notevole propensione alla fase difensiva grazie a costanti ripiegamenti. Agiva generalmente da seconda punta, ruolo in cui era solito fare da «torre» per i compagni di reparto – sebbene il colpo di testa non fosse il pezzo migliore del suo repertorio –, risultando altresì efficace nella finalizzazione.
A queste doti unì progressivi miglioramenti nella tecnica di base: già molto abile nel dribbling, talvolta si incaricava anche della battuta dei calci di punizione, prediligendo una traiettoria a effetto.

## Carriera

### Giocatore

#### Club

Ravanelli solleva la Coppa UEFA 1992-1993.

Ravanelli, tra Moreno Torricelli (a sinistra) e Michele Padovano (a destra), stringe la UEFA Champions League 1995-1996.

##### Perugia, Avellino, Casertana e Reggiana

Un giovane Ravanelli (a destra) al Perugia nel 1987

Cresce nelle giovanili del principale club della sua città, il Perugia, con cui debutta in prima squadra nella stagione 1986-1987, in Serie C2, guadagnandosi sempre più spazio nella parte finale del campionato grazie alla fiducia del tecnico Mario Colautti. L'annata seguente, neanche ventenne, s'impone tra i protagonisti di una compagine ricordata tra le migliori della storia biancorossa, per via dei numerosi record societari stabiliti: in questo contesto Ravanelli mette a segno 23 reti che ne fanno il capocannoniere del campionato, dando un notevole apporto nella vittoria del girone e annessa promozione dei grifoni in Serie C1.
Nel triennio iniziale in Umbria, in cui ha peraltro tra i suoi rifinitori un altro promettente giovane, Angelo Di Livio, che ritroverà in seguito nei vittoriosi anni juventini, l'attaccante realizza un totale di 41 gol, cifra che desta le attenzioni dell'Avellino, in Serie B, dove approda nell'estate 1989. L'esperienza con gli irpini non è però delle più positive: all'inizio della stagione 1989-1990 ha modo di collezionare appena 7 presenze in maglia biancoverde prima di venire ceduto in prestito, in ottobre, alla Casertana dove ritrova parzialmente il feeling con la rete mettendo a referto 12 reti nel campionato di C1.

Ravanelli in azione alla Reggiana nel 1991

Tornato ad Avellino nell'estate 1990, si ritrova nuovamente chiuso tra le file dei campani con cui gioca soltanto il precampionato e due gare di Coppa Italia, sicché a settembre è acquistato dai pari categoria della Reggiana. Qui emerge perentoriamente disputando due buoni campionati di Serie B, in particolar modo il primo, 1990-1991, dove con 16 centri porta gli emiliani a sfiorare quella che sarebbe stata una storica promozione in Serie A, al tempo mai raggiunta prima dal club granata.
Le prove offerte a Reggio Emilia fanno convergere su Ravanelli le attenzioni della Juventus che, a più riprese, cerca di portarlo in Piemonte già nella seconda parte del 1991, rimandando poi il trasferimento all'estate seguente sia per l'opposizione della società granata, restìa a privarsi del proprio attaccante a campionato in corso, sia per la prospettiva di prelevarlo in scadenza di contratto, quindi con un minor esborso economico, stante i parametri UEFA che in epoca pre-Bosman regolavano il mercato degli svincolati.
Tale querelle di mercato finisce tuttavia per porre il giocatore, che nel frattempo si era esposto pubblicamente circa la volontà di vestire la maglia bianconera, in aperto contrasto con la tifoseria della Regia, influendo negativamente sul rendimento in campo nell'annata 1991-1992 in cui dimezza il bottino sottoporta.

##### Juventus

###### 1992-1994
Nell'estate 1992 Ravanelli approda come da programmi alla Juventus, squadra per cui ha sempre tifato fin da bambino, che lo acquista per 3 miliardi di lire portandolo così a esordire in Serie A. Inizialmente relegato dall'allenatore bianconero Giovanni Trapattoni a quinta scelta in un parco attaccanti che gli vede davanti elementi quali Roberto Baggio, Casiraghi, Möller e Vialli, nella sua prima stagione a Torino ha comunque modo di contribuire con gol importanti alla vittoria della Coppa UEFA, conquistata dopo aver sconfitto nella doppia finale i tedeschi del Borussia Dortmund.

Ravanelli (a destra) alla Juventus nella primavera 1994, in occasione di un'amichevole nella natìa Perugia, insieme a Luciano Gaucci, suo futuro presidente negli ultimi anni di carriera.

Ciò gli vale la riconferma per l'annata seguente in cui, anche sfruttando la sopravvenuta cessione di Casiraghi, aumenta via via minutaggio e reti pur senza riuscire, fin qui, a convincere appieno l'ambiente juventino che lo vede ancora come un «buon gregario» e nulla più.
La svolta avviene nell'estate 1994 quando sulla panchina dei piemontesi, nel frattempo profondamente rinnovatisi a livello societario e di organico, arriva Marcello Lippi. Il nuovo tecnico, in coincidenza con l'inizio del primo torneo di massima serie a vedere assegnati i tre punti a vittoria, sceglie di varare un offensivo modulo a tre punte: «l'idea partiva dalla constatazione che, ceduto Dino Baggio, non avevamo centrocampisti abili nell'inserimento da dietro. Le tre punte potevano essere una buona soluzione [...] Tre attaccanti veri, di ruolo. Vialli, il sottoscritto e Baggio o Alex Del Piero». Tale impostazione tattica, che prevede grande dispendio atletico e spirito di sacrificio – «potevamo garantire molte soluzioni d'attacco ed eravamo i primi a difendere» –, esalta le doti del «panzer» umbro il quale si afferma definitivamente ad alti livelli, confermando il suo altruismo a tutto campo ma riscoprendosi anche prolifico sottorete.

###### 1994-1996

Da sinistra: Roberto Baggio, Ravanelli e Gianluca Vialli, il tridente d'attacco dei bianconeri campioni d'Italia 1994-1995.

La stagione 1994-1995, la più usurante della carriera con 53 partite giocate, lo vede sfondare quota 30 gol, bottino che aiuta la Vecchia Signora a fare proprio il double composto dallo scudetto, tornato sulle casacche bianconere dopo nove anni, e dalla Coppa Italia; l'attaccante è assoluto protagonista nelle sfide contro il Parma, nel dualismo sportivo che monopolizza il calcio italiano ed europeo dell'annata, siglando ai ducali una doppietta in campionato sia all'andata sia al ritorno – gara, quest'ultima, che il 21 maggio 1995 consegna matematicamente ai bianconeri il tricolore –, e realizzando loro un'altra rete il successivo 11 giugno, nella finale di ritorno che porta i torinesi a fregiarsi della coccarda tricolore.
Con la Juventus raggiunge inoltre nel 1995 la sua seconda finale di Coppa UEFA, stavolta persa contro i rivali parmensi; nella stessa competizione, il precedente 27 settembre 1994 aveva messo a referto una cinquina nel 5-1 interno ai bulgari del CSKA Sofia, record per un giocatore bianconero nelle coppe europee e, all'epoca, 8º di sempre a timbrare un pokerissimo nella storia della manifestazione.

Ravanelli, nell'occasione capitano juventino, solleva la Supercoppa italiana 1995.

L'annata successiva, l'ultima delle quattro trascorse a Torino, Penna Bianca è ormai uno dei senatori dello spogliatoio juventino, indossando all'occorrenza anche la fascia di capitano ogni qual volta non è in campo Vialli (come «nel ventre di un Bernabéu stracolmo, contro il Real Madrid», nei quarti di Champions League); sempre a livello personale, sintomo di una sopraggiunta notorietà ormai internazionale, sul finire dell'anno solare si classifica inoltre al 12º posto nel Pallone d'oro della rivista francese France Football e al 9º nel World Player of the Year dell'inglese World Soccer.
Nel gennaio 1996 partecipa alla vittoria della Supercoppa italiana, l'ultimo trofeo nazionale che ancora mancava alla bacheca bianconera, conquistata nuovamente a spese del Parma. Soprattutto, a fine stagione è tra i protagonisti della squadra vincitrice della Champions League: nella finale di Roma contro i detentori del trofeo, gli olandesi dell'Ajax, Ravanelli realizzò da «posizione impossibile» il gol del momentaneo vantaggio – «avevo notato che i due fratelli De Boer spesso erano leggerini, per non dire presuntuosi, quando giocavano con il portiere. Me lo sono ricordato quando vidi quel pallone in area. Con la suola del sinistro me lo sono portato avanti e ho calciato con il destro. [...] La porta era strettissima. Silooy tentò un salvataggio in scivolata, ma non servì» –, poi pareggiato da Litmanen, in una partita infine vinta dai piemontesi ai tiri di rigore.
Alla fine di questa stagione, che gli varrà una seconda candidatura al Pallone d'oro (16º), avviene tuttavia la brusca interruzione del rapporto con la squadra torinese: «successe tutto all'improvviso, dopo la finale. La Juventus aveva deciso di cedermi. Non ci potevo credere. Per me fu una pugnalata. Mi sono sentito tradito [...] Penso di aver ricevuto meno di quanto ho dato [...] Mi sentivo il futuro di quella squadra». Ravanelli sveste la maglia bianconera dopo 160 partite e 68 reti, e aver messo in bacheca tre titoli nazionali e due internazionali.

##### Middlesbrough e Olympique Marsiglia

Da sinistra: Ravanelli in allenamento al Middlesbrough nel precampionato 1996-1997, mentre discute con i compagni di squadra Emerson e Branco.

Nell'estate 1996, per la somma di 18 miliardi di lire, pur con qualche titubanza iniziale Ravanelli si trasferisce in Inghilterra, nell'ambizioso Middlesbrough di Bryan Robson, dove l'italiano, in quel momento il calciatore più pagato della Premier League, va a formare un'affiatata coppia d'attacco con il brasiliano Juninho Paulista. Questo tandem offensivo contribuisce a portare il Boro a traguardi mai toccati nei precedenti centoventi anni di storia del club, raggiungendo nella stagione 1996-1997 le finali delle due coppe nazionali, la Football League Cup e la FA Cup, tuttavia perse, rispettivamente, contro il Leicester City (alla ripetizione, dopo che Ravanelli aveva aperto le marcature nei supplementari della prima gara, rete resa vana dal pari di Heskey) e il Chelsea.
Le succitate fatiche infrasettimanali si ripercuotono negativamente sul cammino in campionato dove, inaspettatamente, il Middlesbrough retrocede nonostante i 16 gol in 33 partite dell'attaccante italiano – compresa la tripletta nella prima giornata al Liverpool, il 19 agosto 1996, che gli varrà poi, nel 2008, il premio di miglior esordio nella storia della Premier League da parte del tabloid The Sun –; sul piano personale è la miglior annata sottoporta per Fabulous Fab il quale, con altri 15 centri nelle coppe, raggiunge le 31 reti totali.
Con i rossi di North Yorkshire relegati in First Division, i rapporti fra il club e Ravanelli si raffreddano sicché, anche per ottenere maggiore visibilità in chiave azzurra causa il prossimo campionato del mondo 1998, nell'ottobre 1997 il giocatore approda in Francia, nelle file dell'Olympique Marsiglia che lo acquista per 15,5 miliardi di lire. In Provenza ha un avvio turbolento causa incomprensioni con la classe arbitrale e ancor più con l'ambiente calcistico d'Oltralpe, tifosi e mass media, che gli affibbiano la poco edificante nomea di «simulateur» dopo la vittoriosa sfida di cartello dell'8 novembre 1997 al Parco dei Principi contro il Paris Saint-Germain (2-1), in cui si guadagna un calcio di rigore apparso inesistente: l'episodio è ricordato tra i più discussi nella storia del Classique.

Ravanelli (a sinistra) e il tecnico Rolland Courbis festeggiano per la qualificazione dell'Olympique Marsiglia alla finale di Coppa UEFA 1998-1999.

Ciò nonostante Ravanelli fa presto dimenticare il tutto disputando un buon biennio iniziale in maglia biancazzurra, in cui spicca in particolare la stagione 1998-1999 quando le 13 reti dell'italiano, inserito dal tecnico Rolland Courbis in un tridente d'attacco che vede anche Dugarry e Maurice, portano i marsigliesi a sfiorare la vittoria in Division 1: in un epilogo thrilling di campionato che vede, all'ultima giornata, lo scontro diretto al vertice contro il capoclassifica Bordeaux, l'OM è virtualmente campione di Francia sino all'89' quando il pareggio dei girondini consegna a questi il titolo. Nel 1999 raggiunge inoltre la sua terza finale di Coppa UEFA (in cui tuttavia è costretto a saltare l'atto conclusivo per la squalifica rimediata nella semifinale di ritorno a Bologna), persa a Mosca contro il Parma. Negativa è invece l'annata seguente, con la squadra impantanata nella bagarre della zona retrocessione e Ravanelli che fa le valigie nella sessione invernale di mercato, lasciando Marsiglia dopo 84 presenze e 31 reti.

##### Lazio, Derby County e Dundee

Ravanelli esulta con la maglia della Lazio nella stagione 1999-2000

Nel dicembre 1999, sia per ragioni tecniche come lo scarso rapporto con il successore di Courbis sulla panchina dell'OM, Bernard Casoni, sia per motivi familiari, l'attaccante fa ritorno in Italia accasandosi alla Lazio. Pur non facendo parte dell'undici titolare, al termine della stagione 1999-2000 contribuisce ai trionfi dei capitolini di Sven-Göran Eriksson, che nello spazio di pochi giorni dapprima tornano a laurearsi campioni d'Italia dopo ventisei anni – approfittando nell'ultima giornata dell'esito dello scontro proprio fra due ex club di Ravanelli, Perugia e Juventus –, e poi sollevano la Coppa Italia superando nella doppia finale l'Inter. Dopo il secondo double nazionale della carriera, all'inizio dell'annata seguente arriva per Ravanelli anche la seconda Supercoppa italiana personale, vinta dalla Lazio ancora ai danni dei nerazzurri.
Quella del 2000-2001 è una stagione che lo vede tuttavia ai margini della rosa biancoceleste, chiuso in avanti da elementi quali Simone Inzaghi e Salas nonché dai neoacquisti Claudio López e Crespo. Al termine della stessa, dopo 10 reti nei diciotto mesi trascorsi a Roma, lascia quindi da svincolato il club capitolino per far ritorno in Gran Bretagna.
Oltremanica milita dapprima per gli inglesi del Derby County, dove rimane per una stagione e mezza senza riuscire a evitare, nel 2002, la retrocessione della squadra in First Division, e poi per gli scozzesi del Dundee, con cui spende gli ultimi mesi del 2003 prima di veder risolto il proprio contratto causa i gravi problemi economici della società. Nella sua seconda e ultima esperienza nel calcio britannico Ravanelli colleziona 16 reti con i Rams e 3 con i Dees, queste ultime consistenti in un hat-trick al Clyde in una sfida di Scottish League Cup.

##### Ritorno a Perugia e ritiro

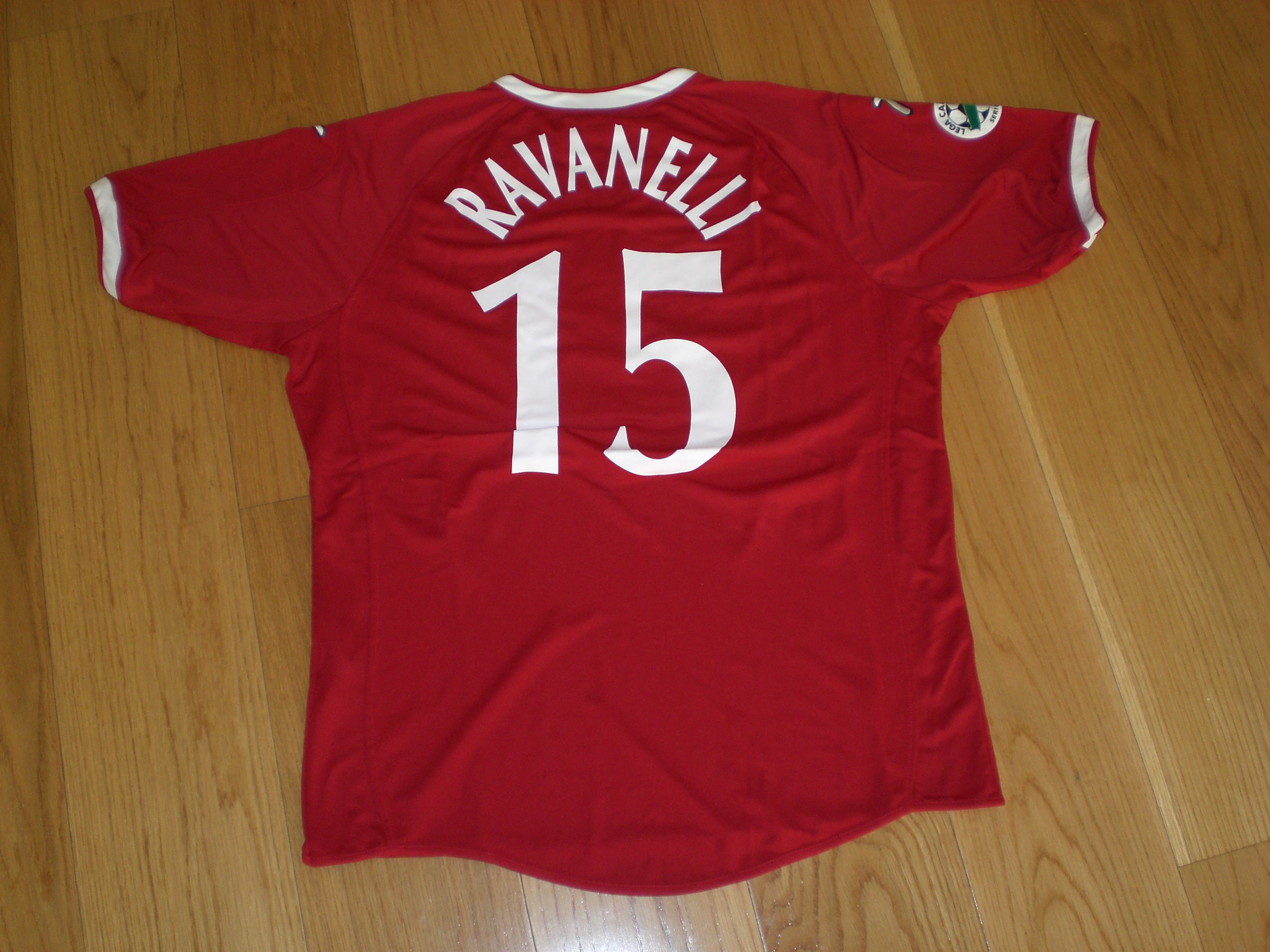
L'ultima maglia da calciatore di Ravanelli, quella del Perugia nella stagione 2004-2005.

Nel gennaio 2004 Ravanelli torna nella natìa Perugia per chiudere la carriera con la maglia del club che l'aveva lanciato, anche per tenere fede a una promessa fatta al padre da poco scomparso: «ricordo che quando entravo in campo istintivamente mi giravo verso la curva per salutarlo, poi mi veniva in mente che non c'era più».
Sotto la guida di Serse Cosmi il Perugia sta affrontando un campionato difficile, relegato al fondo della classifica, tanto che il presidente biancorosso Luciano Gaucci, avvezzo a decisioni fuori dagli schemi, sarebbe tentato di affidare a Ravanelli anche la panchina della squadra, nel doppio ruolo di player manager; tuttavia è lo stesso attaccante a far desistere Gaucci dai suoi intenti. Grazie ai gol e alla leadership di Ravanelli, cui vengono affidati anche i gradi di capitano, nella seconda parte di stagione gli umbri riescono contro ogni pronostico a risalire la china e a raggiungere l'insperato spareggio interdivisionale contro la Fiorentina, che però li vede sconfitti, tra molte recriminazioni della piazza perugina, e retrocessi in Serie B.
Nella stagione 2004-2005 l'attaccante rimane ancora nel Perugia che, al termine della stessa, fallisce il ritorno in massima serie dopo aver perso la finale play-off contro il Torino. L'estate seguente la squadra biancorossa, caduta preda di guai finanziari, va incontro alla rifondazione e alla conseguente ripartenza dalla Serie C1, sicché all'età di 36 anni Ravanelli decide di ritirarsi dal calcio giocato.

#### Nazionale

Ravanelli in maglia azzurra nel 1995, alle prese con la retroguardia lituana nel corso delle qualificazioni al.

Il primo approccio di Ravanelli con la maglia azzurra avviene il 27 aprile 1988 nella sua Perugia, tra le file della nazionale Under-21 di Serie C, in occasione di un'amichevole contro i pari età della Bulgaria.
Per il debutto in nazionale maggiore deve attendere il 25 marzo 1995, quando il commissario tecnico Arrigo Sacchi gli affida una maglia da titolare per la gara di qualificazione al campionato d'Europa 1996 contro l'Estonia, trovando subito la rete sul terreno di Salerno; prende poi parte alla fase finale della succitata competizione continentale in Inghilterra, scendendo in campo in 2 delle 3 partite dell'Italia.

Ravanelli (a sinistra) in nazionale nel 1997, mentre festeggia con Di Livio (a destra) un gol di Baggio (al centro) nelle qualificazioni al.

Terminata la gestione Sacchi, Ravanelli resta nel giro azzurro anche sotto la guida di Cesare Maldini, il quale ne fa tra i punti fermi della squadra per tutte le qualificazioni al campionato del mondo 1998 (compreso il decisivo play-off contro la Russia), convocandolo poi per la fase finale in Francia; l'attaccante è tuttavia impossibilitato a prendervi parte, poiché nel frattempo colpito da una broncopolmonite di origine batterica, venendo così sostituito a pochi giorni dal via – in quello che rimarrà «il più grande rimpianto della mia carriera» – da Enrico Chiesa.
L'amichevole pre-mondiale del 2 giugno 1998, una sconfitta per 1-0 contro la Svezia, rimane dunque la sua ultima apparizione in maglia azzurra, con cui ha totalizzato 22 presenze e 8 reti.

### Allenatore
Al termine dell'attività agonistica, intraprende con alterne fortune quella di allenatore. Nel 2005 è supervisore tecnico nel vivaio del Perugia, per poi passare alle giovanili della Juventus, dove nella stagione 2011-2012 ricopre il ruolo di tecnico della formazione Esordienti, e nella successiva dei Giovanissimi Regionali.

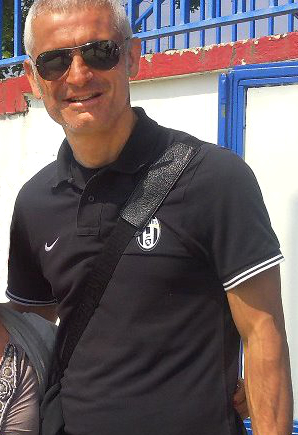
Ravanelli tecnico delle giovanili juventine nel 2012

Nell'estate 2013 viene ingaggiato come tecnico della prima squadra dai francesi dell'Ajaccio, club di Ligue 1; nonostante un avvio promettente, una crisi di risultati lo porta a essere sollevato dall'incarico il successivo 2 novembre, lasciando la squadra al diciannovesimo posto in campionato.
Nel giugno 2018 viene chiamato ad allenare l'Arsenal Kiev, neopromosso nella massima serie ucraina. Anche questa esperienza è però di breve durata: lamentando una difficile situazione ambientale dettata da gravi problemi economici in seno alla società, che si ripercuote negativamente sull'andamento della squadra, si dimette dall'incarico il successivo settembre, con la squadra ultima in classifica.

### Dirigente
Per circa un lustro, tra il 2013 e il 2018, ha ricoperto il ruolo di ambassador delle Juventus Legends.
Nel luglio 2024 fa ritorno all'Olympique Marsiglia, dove aveva giocato dal 1997 al 2000, nelle vesti di consigliere sportivo e istituzionale.

### Dopo il ritiro
Al termine dell'attività agonistica, contemporaneamente alla carriera in panchina inizia a collaborare come opinionista televisivo, per il network Mediaset o per il canale tematico Fox Sports. Fa inoltre parte delle selezioni di Juventus Legends e Azzurri Stars composte, rispettivamente, da ex giocatori del club bianconero e della nazionale italiana, volte a portare avanti progetti di solidarietà.
Causa riabilitazione dopo un intervento chirurgico alla schiena, dal 2005 ha iniziato ad appassionarsi al ciclismo, partecipando dal 2008 con successo a varie gare di granfondo – si è laureato, fra le altre cose, campione provinciale perugino di cicloturismo – e creando assieme ad altri amici una vera e propria squadra, l'Umbria Cycling Team.
Nella seconda metà degli anni 2000 è stato testimonial per Dirk Bikkembergs.

## Statistiche

### Presenze e reti nei club
| Stagione                   | Squadra                    | Campionato                 | Campionato | Campionato | Coppe nazionali | Coppe nazionali | Coppe nazionali | Coppe continentali | Coppe continentali | Coppe continentali | Altre coppe | Altre coppe | Altre coppe | Totale | Totale |
| Stagione                   | Squadra                    | Comp                       | Pres       | Reti       | Comp            | Pres            | Reti            | Comp               | Pres               | Reti               | Comp        | Pres        | Reti        | Pres   | Reti   |
| -------------------------- | -------------------------- | -------------------------- | ---------- | ---------- | --------------- | --------------- | --------------- | ------------------ | ------------------ | ------------------ | ----------- | ----------- | ----------- | ------ | ------ |
| 1986-1987                  | Perugia                    | C2                         | 26         | 5          | CI+CI-C         | ?               | ?               | -                  | -                  | -                  | -           | -           | -           | 26+    | 5+     |
| 1987-1988                  | Perugia                    | C2                         | 32         | 23         | CI-C            | ?               | ?               | -                  | -                  | -                  | -           | -           | -           | 32+    | 23+    |
| 1988-1989                  | Perugia                    | C1                         | 32         | 13         | CI-C            | ?               | ?               | -                  | -                  | -                  | -           | -           | -           | 32+    | 13+    |
| lug.-ott. 1989             | Avellino                   | B                          | 7          | 0          | CI              | ?               | ?               | -                  | -                  | -                  | -           | -           | -           | 7+     | 0+     |
| ott. 1989-1990             | Casertana                  | C1                         | 27         | 12         | CI-C            | ?               | ?               | -                  | -                  | -                  | -           | -           | -           | 27+    | 12+    |
| lug.-set. 1990             | Avellino                   | B                          | 0          | 0          | CI              | 2               | 0               | -                  | -                  | -                  | -           | -           | -           | 2      | 0      |
| Totale Avellino            | Totale Avellino            | Totale Avellino            | 7          | 0          |                 | 2+              | 0+              |                    | -                  | -                  |             | -           | -           | 9+     | 0+     |
| set. 1990-1991             | Reggiana                   | B                          | 34         | 16         | CI              | ?               | 0               | -                  | -                  | -                  | -           | -           | -           | 34+    | 16     |
| 1991-1992                  | Reggiana                   | B                          | 32         | 8          | CI              | ?               | ?               | -                  | -                  | -                  | -           | -           | -           | 32+    | 8+     |
| Totale Reggiana            | Totale Reggiana            | Totale Reggiana            | 66         | 24         |                 | ?               | ?               |                    | -                  | -                  |             | -           | -           | 66+    | 24+    |
| 1992-1993                  | Juventus                   | A                          | 22         | 5          | CI              | 3               | 1               | CU                 | 8                  | 3                  | -           | -           | -           | 33     | 9      |
| 1993-1994                  | Juventus                   | A                          | 30         | 9          | CI              | 2               | 0               | CU                 | 6                  | 3                  | -           | -           | -           | 38     | 12     |
| 1994-1995                  | Juventus                   | A                          | 33         | 15         | CI              | 9               | 6               | CU                 | 11                 | 9                  | -           | -           | -           | 53     | 30     |
| 1995-1996                  | Juventus                   | A                          | 26         | 12         | CI              | 2               | 1               | UCL                | 7                  | 4                  | SI          | 1           | 0           | 36     | 17     |
| Totale Juventus            | Totale Juventus            | Totale Juventus            | 111        | 41         |                 | 16              | 8               |                    | 32                 | 19                 |             | 1           | 0           | 160    | 68     |
| 1996-1997                  | Middlesbrough              | PL                         | 33         | 16         | FACup+CdL       | 7+8             | 6+9             | -                  | -                  | -                  | -           | -           | -           | 48     | 31     |
| lug.-set. 1997             | Middlesbrough              | FD                         | 2          | 1          | FACup+CdL       | -               | -               | -                  | -                  | -                  | -           | -           | -           | 2      | 1      |
| Totale Middlesbrough       | Totale Middlesbrough       | Totale Middlesbrough       | 35         | 17         |                 | 15              | 15              |                    | -                  | -                  |             | -           | -           | 50     | 32     |
| set. 1997-1998             | Olympique Marsiglia        | D1                         | 21         | 9          | CF+CdL          | 1+3             | 0               | -                  | -                  | -                  | -           | -           | -           | 25     | 9      |
| 1998-1999                  | Olympique Marsiglia        | D1                         | 29         | 13         | CF+CdL          | 1+1             | 1+0             | CU                 | 7                  | 1                  | -           | -           | -           | 38     | 15     |
| lug.-dic. 1999             | Olympique Marsiglia        | D1                         | 14         | 6          | CF+CdL          | 0               | 0               | UCL                | 7                  | 1                  | -           | -           | -           | 21     | 7      |
| Totale Olympique Marsiglia | Totale Olympique Marsiglia | Totale Olympique Marsiglia | 64         | 28         |                 | 6               | 1               |                    | 14                 | 2                  |             | -           | -           | 84     | 31     |
| dic. 1999-giu. 2000        | Lazio                      | A                          | 16         | 2          | CI              | 5               | 2               | UCL                | -                  | -                  | SU          | -           | -           | 21     | 4      |
| 2000-2001                  | Lazio                      | A                          | 11         | 2          | CI              | 4               | 2               | UCL                | 6                  | 2                  | SI          | 0           | 0           | 21     | 6      |
| Totale Lazio               | Totale Lazio               | Totale Lazio               | 27         | 4          |                 | 9               | 4               |                    | 6                  | 2                  |             | 0           | 0           | 42     | 10     |
| 2001-2002                  | Derby County               | PL                         | 31         | 9          | FACup+CdL       | 1+2             | 1+1             | -                  | -                  | -                  | -           | -           | -           | 34     | 11     |
| 2002-2003                  | Derby County               | FD                         | 19         | 5          | FACup+CdL       | 0               | 0               | -                  | -                  | -                  | -           | -           | -           | 19     | 5      |
| Totale Derby County        | Totale Derby County        | Totale Derby County        | 50         | 14         |                 | 3               | 2               |                    | -                  | -                  |             | -           | -           | 53     | 16     |
| set. 2003-gen. 2004        | Dundee                     | PL                         | 5          | 0          | CS+CdL          | 0+1             | 0+3             | -                  | -                  | -                  | -           | -           | -           | 6      | 3      |
| gen.-giu. 2004             | Perugia                    | A                          | 15         | 6          | CI              | 2               | 0               | Int+CU             | 0+1                | 0                  | -           | -           | -           | 18     | 6      |
| 2004-2005                  | Perugia                    | B                          | 24         | 3          | CI              | 0               | 0               | -                  | -                  | -                  | -           | -           | -           | 24     | 3      |
| Totale Perugia             | Totale Perugia             | Totale Perugia             | 129        | 50         |                 | 2+              | 0+              |                    | 1                  | 0                  |             | -           | -           | 132+   | 50+    |
| Totale carriera            | Totale carriera            | Totale carriera            | 521        | 190        |                 | 54+             | 33+             |                    | 53                 | 23                 |             | 1           | 0           | 629+   | 246+   |

### Cronologia presenze e reti in nazionale
| Cronologia completa delle presenze e delle reti in nazionale ― Italia | Cronologia completa delle presenze e delle reti in nazionale ― Italia | Cronologia completa delle presenze e delle reti in nazionale ― Italia | Cronologia completa delle presenze e delle reti in nazionale ― Italia | Cronologia completa delle presenze e delle reti in nazionale ― Italia | Cronologia completa delle presenze e delle reti in nazionale ― Italia | Cronologia completa delle presenze e delle reti in nazionale ― Italia | Cronologia completa delle presenze e delle reti in nazionale ― Italia |
| Data                                                                  | Città                                                                 | In casa                                                               | Risultato                                                             | Ospiti                                                                | Competizione                                                          | Reti                                                                  | Note                                                                  |
| --------------------------------------------------------------------- | --------------------------------------------------------------------- | --------------------------------------------------------------------- | --------------------------------------------------------------------- | --------------------------------------------------------------------- | --------------------------------------------------------------------- | --------------------------------------------------------------------- | --------------------------------------------------------------------- |
| 25-3-1995                                                             | Salerno                                                               | Italia                                                                | 4 – 1                                                                 | Estonia                                                               | Qual. Euro 1996                                                       | 1                                                                     |                                                                       |
| 29-3-1995                                                             | Kiev                                                                  | Ucraina                                                               | 0 – 2                                                                 | Italia                                                                | Qual. Euro 1996                                                       | -                                                                     | 61’                                                                   |
| 6-9-1995                                                              | Udine                                                                 | Italia                                                                | 1 – 0                                                                 | Slovenia                                                              | Qual. Euro 1996                                                       | 1                                                                     | 80’                                                                   |
| 8-10-1995                                                             | Spalato                                                               | Croazia                                                               | 1 – 1                                                                 | Italia                                                                | Qual. Euro 1996                                                       | -                                                                     |                                                                       |
| 11-11-1995                                                            | Bari                                                                  | Italia                                                                | 3 – 1                                                                 | Ucraina                                                               | Qual. Euro 1996                                                       | 2                                                                     |                                                                       |
| 15-11-1995                                                            | Reggio Emilia                                                         | Italia                                                                | 4 – 0                                                                 | Lituania                                                              | Qual. Euro 1996                                                       | -                                                                     | 46’                                                                   |
| 24-1-1996                                                             | Terni                                                                 | Italia                                                                | 3 – 0                                                                 | Galles                                                                | Amichevole                                                            | 1                                                                     |                                                                       |
| 29-5-1996                                                             | Cremona                                                               | Italia                                                                | 2 – 2                                                                 | Belgio                                                                | Amichevole                                                            | -                                                                     | 46’                                                                   |
| 1-6-1996                                                              | Budapest                                                              | Ungheria                                                              | 0 – 2                                                                 | Italia                                                                | Amichevole                                                            | -                                                                     |                                                                       |
| 11-6-1996                                                             | Liverpool                                                             | Italia                                                                | 2 – 1                                                                 | Russia                                                                | Euro 1996 - 1º turno                                                  | -                                                                     | 79’                                                                   |
| 14-6-1996                                                             | Liverpool                                                             | Rep. Ceca                                                             | 2 – 1                                                                 | Italia                                                                | Euro 1996 - 1º turno                                                  | -                                                                     | 57’                                                                   |
| 5-10-1996                                                             | Chișinău                                                              | Moldavia                                                              | 1 – 3                                                                 | Italia                                                                | Qual. Mondiali 1998                                                   | 2                                                                     |                                                                       |
| 9-10-1996                                                             | Perugia                                                               | Italia                                                                | 1 – 0                                                                 | Georgia                                                               | Qual. Mondiali 1998                                                   | 1                                                                     |                                                                       |
| 6-11-1996                                                             | Sarajevo                                                              | Bosnia ed Erzegovina                                                  | 2 – 1                                                                 | Italia                                                                | Amichevole                                                            | -                                                                     | 46’                                                                   |
| 22-1-1997                                                             | Palermo                                                               | Italia                                                                | 2 – 0                                                                 | Irlanda del Nord                                                      | Amichevole                                                            | -                                                                     | 58’                                                                   |
| 12-2-1997                                                             | Londra                                                                | Inghilterra                                                           | 0 – 1                                                                 | Italia                                                                | Qual. Mondiali 1998                                                   | -                                                                     | 76’                                                                   |
| 30-4-1997                                                             | Napoli                                                                | Italia                                                                | 3 – 0                                                                 | Polonia                                                               | Qual. Mondiali 1998                                                   | -                                                                     |                                                                       |
| 29-10-1997                                                            | Mosca                                                                 | Russia                                                                | 1 – 1                                                                 | Italia                                                                | Qual. Mondiali 1998                                                   | -                                                                     | 60’                                                                   |
| 15-11-1997                                                            | Napoli                                                                | Italia                                                                | 1 – 0                                                                 | Russia                                                                | Qual. Mondiali 1998                                                   | -                                                                     | 77’                                                                   |
| 28-1-1998                                                             | Catania                                                               | Italia                                                                | 3 – 0                                                                 | Slovacchia                                                            | Amichevole                                                            | -                                                                     | 66’                                                                   |
| 22-4-1998                                                             | Parma                                                                 | Italia                                                                | 3 – 1                                                                 | Paraguay                                                              | Amichevole                                                            | -                                                                     | 74’                                                                   |
| 2-6-1998                                                              | Göteborg                                                              | Svezia                                                                | 1 – 0                                                                 | Italia                                                                | Amichevole                                                            | -                                                                     |                                                                       |
| Totale                                                                |                                                                       | Presenze                                                              | 22                                                                    |                                                                       | Reti (39º posto)                                                      | 8                                                                     |                                                                       |

### Statistiche da allenatore
Statistiche aggiornate al 23 settembre 2018.
| Stagione        | Squadra         | Campionato      | Campionato | Campionato | Campionato | Campionato | Coppe nazionali | Coppe nazionali | Coppe nazionali | Coppe nazionali | Coppe nazionali | Coppe continentali | Coppe continentali | Coppe continentali | Coppe continentali | Coppe continentali | Altre coppe | Altre coppe | Altre coppe | Altre coppe | Altre coppe | Totale | Totale | Totale | Totale | % Vittorie | Piazzamento   |
| Stagione        | Squadra         | Comp            | G          | V          | N          | P          | Comp            | G               | V               | N               | P               | Comp               | G                  | V                  | N                  | P                  | Comp        | G           | V           | N           | P           | G      | V      | N      | P      | %          | Piazzamento   |
| --------------- | --------------- | --------------- | ---------- | ---------- | ---------- | ---------- | --------------- | --------------- | --------------- | --------------- | --------------- | ------------------ | ------------------ | ------------------ | ------------------ | ------------------ | ----------- | ----------- | ----------- | ----------- | ----------- | ------ | ------ | ------ | ------ | ---------- | ------------- |
| lug.-nov. 2013  | Ajaccio         | L1              | 12         | 1          | 4          | 7          | CdL             | 1               | 0               | 0               | 1               | -                  | -                  | -                  | -                  | -                  | -           | -           | -           | -           | -           | 13     | 1      | 4      | 8      | &7,69      | Esonerato     |
| lug.-set. 2018  | Arsenal Kiev    | PL              | 9          | 1          | 1          | 7          | KU              | 0               | 0               | 0               | 0               | -                  | -                  | -                  | -                  | -                  | -           | -           | -           | -           | -           | 9      | 1      | 1      | 7      | 11,11      | Dimissionario |
| Totale carriera | Totale carriera | Totale carriera | 21         | 2          | 5          | 14         |                 | 1               | 0               | 0               | 1               |                    | -                  | -                  | -                  | -                  |             | -           | -           | -           | -           | 22     | 2      | 5      | 15     | 9,09       |               |

### Record
- Unico giocatore nella storia della Juventus ad aver segnato, nelle coppe europee, 5 gol in una sola partita.[5]

## Palmarès

### Giocatore

#### Club

##### Competizioni nazionali
- Campionato italiano Serie C2: 1

Perugia: 1987-1988 (girone C)
- Campionato italiano: 2

Juventus: 1994-1995
Lazio: 1999-2000
- Coppa Italia: 2

Juventus: 1994-1995
Lazio: 1999-2000
- Supercoppa italiana: 2

Juventus: 1995
Lazio: 2000

##### Competizioni internazionali
- Coppa UEFA: 1

Juventus: 1992-1993
- UEFA Champions League: 1

Juventus: 1995-1996

#### Individuale
- Capocannoniere della Serie C2: 1

1987-1988 (23 gol)
- Capocannoniere della Coppa Italia: 1

1994-1995 (6 gol)
- Capocannoniere della Coppa di Lega inglese: 1

1996-1997 (9 gol)
- Premio Sportilia: 1

2008
- Premio nazionale Andrea Fortunato: 1

2010